# 四方香菜
四方 香菜（しかた かな、1988年5月15日 - ）は日本の女優。本名は同じ。京都府亀岡市出身。立命館高等学校、立命館大学映像学部卒業。血液型O型。
愛称はよんぽ。オフィスキイワード所属。身長160cm

## 経歴
- 中学時代は詳徳中学校吹奏楽部に在籍。トロンボーンを担当。京都府吹奏楽コンクールにて小編成金賞
- 国境なき子どもたち主催の子どもレポーター(現友情のレポーター)事業でタイ・カンボジアに派遣され、帰国後は広報活動を行う。
- 高校時代立命館高校演劇部で演劇活動を始める。
- 立命館大学在学中に、関西劇団の客演に参加。
- その後演劇ユニットL3（えるきゅーぶ）を立ち上げる。
- 月に一度一人芝居「STAND UP ALONE」を展開。[2]。
- 2011年4月よりオフィスキイワードタレントとしてラジオパーソナリティとしても活動中。[3]。

## 人物
- 無類の砂肝好きで執筆する脚本にも「砂肝」というワードが登場する。
- 自称「雑食系女子」。
- アニメ、アニソンが好きで担当番組でアニメに関するコーナーを持ったり、アニメの特番に起用されたことがある。
- カピバラ、オカピ、ウーパールーパーなどの動物が好き。
- オフィスキイワードの同期は笹本晶花。

## 出演

### 舞台
思いつきユニットL3
- 机上のクローン（2009年、東山青少年活動センター）脚本・演出・出演
- ダウト！（2009年、Soap Opera Classics）脚本・演出・出演
- KEEPING!!（2010年、STAGE＋PLUS）脚本・演出・出演

四方香菜Monthely Performance
- STAND UP ALONE（2011年毎月、豆乳らーめん専門店 豆禅）脚本・演出・出演
- KANA SHIKATA ONE MAN SHOW「STAND UP ALONE」（2011年3月、天王寺阿倍野STAGE＋PLUS,人間座スタジオ）脚本・演出・出演
- STAND UP ALONE＋plus（2015年4月〜2016年3月の期間 毎月、豆乳らーめん専門店 豆禅）脚本・演出・出演

四方香菜Produce
- Vol.1 モノがたり（2015年3月、音太小屋）
- Vol.2 ガウデンテ〜私の守りたかったメロディ〜（2015年10月、ARC DEUX）
- Vol.3 マンサク（2016年5月、うずめ）
- Vol.4 モノがたり＆〜Cover Collection〜（2016年8月、FootRock&BEERS）
- Vol.5 セブンスコード（2016年11月、人間座スタジオ）
- Vol.6 ガウデンテVolta〜私の守りたかったメロディ〜（2017年1月、FootRock&BEERS）
- Vol.7 リバース！シンデレラ（2017年3月、芸術創造館）

劇団ショウダウン
- ロックランド（2007年、in→dependent theatre 2nd）出演
- アンダーワールド（2008年、東山青少年活動センター)出演
- ダークキャッスル（2008年、in→dependent theatre 2nd）出演
- 雪月花（2007年、芸術創造館）出演

その他
- 第9次笑の内閣「さよならにせんとくん〜君のハートに３カウント〜」(2009年、in→dependent theatre 2nd)出演
- 笑の内閣番外公演「笑の内閣のネタが危なすぎて色んなところから抗議がきそうな短編集」(2009年、京都大学吉田寮食堂)出演
- 高杉肥後橋 ONE DAY CARNIVAL 「Bunny Boy Meets Bunny Girl」(2010年、shin-bi)出演
- 京都ロマンポップ第10回公演 「人を好きになって何が悪い」(2010年、ART COMPLEX 1928)出演
- サボテンと機械　最終公演「OVER」(2010年、人間座スタジオ)出演
- in-dependent theatre PRODUSE #14「INDEPENDENT」(2010年、in→dependent theatre 2nd)出演
- 劇団壱劇屋「新しい生活の提案」(2012年2月、ROXODONTA BLACK)出演
- よしもと新喜劇 佐藤太一郎企画その8「風のピンチヒッター'14」(2014年6月、道頓堀ZAZA HOUSE)出演
- 劇団衛星 20周年記念公演1「超贋作 サロメ／オイディプス王 〜冒涜版〜」(2014年11月、KAIKA)出演
- よしもと新喜劇 佐藤太一郎企画その14「STANDARD BOOKSTORE」(2015年9月、STANDARD BOOKSTORE)脚本、出演
- よしもと新喜劇 佐藤太一郎企画その17「THE END'16」(2016年6月、YES THEATER)出演
- 芝居小屋あかもん Vol.3「やくそく〜ふたりで織りなす3つの喜劇〜」(2016年10月、史跡旧崇広堂)出演
- よしもと新喜劇 佐藤太一郎企画その19「風のピンチヒッター'17」(2017年7月、なんばグランド花月)出演

### 映画
- ゴム（TOHOシネマズ学生映画祭）
- ビリーバーズ（TOHOシネマズ学生映画祭）

### ラジオ
FMひらかた
- 「おはラジWednesday」(2011年4月 - 2012年9月)
- 「ひらかたマテリアルWednesday」(2012年10月 - 2013年3月)
- 「ひらかたマテリアルThursday」(2013年4月 - 2014年3月)
- 「枚方一週間(ラジオシティ月曜日内)」(2013年4月 - 2014年9月)
- 「ラジオでワッショイ!枚方まつり2012」(2012年8月26日)
- 「ひらかたCOUNT DOWN 上半期TOP50」[注 2](2013年8月25日)
- 「ラジオでワッショイ!枚方まつり2014」[注 3](2014年8月24日)
- 「超アニソン祭Z!!!」(2013年9月22日[注 4]、2015年1月)
- 「POP TRAIL」(2014年4月 - 2015年3月)
- 「ラジオシティ(金曜日)」コーナーの内容や次番組の担当者の紹介など数分のみ。

エフエムキタ
- 「Be Free!Monday」(2012年4月 - 2014年9月)
- 「Be Free!Friday」(2014年9月以前(二村敦志の代打)、2014年10月 - 2016年3月)
- 「Be Smart!Tuesday」(2016年4月 - )

FMなばり
- 「おでかけサタデー」(2012年4月7日 - 2013年7月13日)
- 「サタデーGoing!!!」(2013年7月20日 - 2015年9月26日)
- 「情報処。ちゃ〜みせ 83.5・土曜日」(2015年10月3日 - )

ラジオ大阪
- 「木村勉と元気いっぱいナイストーク(月一回)」(2012年6月 - )
- 「ほんまもん!原田年晴です(金曜日)」(2013年3月 - )

### CATV
- 東近江スマイルネット「e-おうみ NOW」(2012年4月 - )
- J:COM「Arioでござる!」ナレーション（2016年6月16日 - ）[4]

### CM
FM-HANAKO
- 守口市消費生活センター
- 守口市証明書本人通知制度
- もりぐち歴史館「旧中西家住宅」
- 守口市クリーンセンター(子役)

FMなばり
- 第三銀行
- はんこ屋名張店
- 交通安全キャンペーン
- 中継車(自社CM)
- 百合ヶ丘クリニック
- なかの工務店
- ヘアメイクサミュウ(?)

エフエム京都
- 京都産業大学オープンキャンパス
- 中古車販売 TAX
- GSユアサ
- 京都伏見稲荷大社 初午

東近江スマイルネット
- auスマートバリュー[5]

その他
- リーブ21
- FMひらかた 交通安全啓発（放送終了）

### ラジオドラマ
- Vivid CLUB「おいなりさん」
- FMひらかた「明日が来る」

### その他
- スキージャム勝山 ゲレンデナビゲーター